# Pensil del bello sexo (libro)
Pensil del Bello Sexo. Colección de poesías, novelitas, biografías, artículos, etc. fue un libro, publicado en 1845, suplemento especial de El Genio, revista dirigida por Víctor Balaguer en Barcelona, que recopilaba una amplia colección de poesías, relatos breves, biografías y artículos escritas por escritoras. Está considerada la primera antología de poesía escrita por mujeres en España.
Este libro está inscrito en la proliferación de revistas dedicadas a las mujeres en las que ellas también participaron en estos años. Muchas de estas escritoras formaron parte de la Hermandad Lírica, que aglutinaba a jóvenes escritoras que establecieron relaciones de apoyo mutuo en torno a Carolina Coronado, aunque también otras pertenecían a los círculos catalanes, como Josefa Massanés.
En su prólogo, Balaguer quería situarse en un punto reconociendo la capacidad de las mujeres para acceder al espacio público pero estableciendo los límites de ese acceso.
Nace la mujer siendo esclava de sus padres, vive siendo esclava de sus maridos, muere siendo esclava de sus hijos. Si su corazón altivo en demasía rechaza alguna de esas esclavitudes, si su alma no comprendida por los mismos que hacen gala de comprenderla, repela alguno de esos dominios, la sociedad se levanta entonces con el sello de la infamia o imprime sus pasos con el sello del deshonor. ¿Entre la esclavitud y la completa emancipación de la mujer puede haber un término medio? Nosotros creemos que sí. ¿Un despotismo ilustrado puede ser bastante a formar un dique que contenga a la mujer? Nosotros creemos que no.
Publicaron poetas como Amalia Fenollosa, Carolina Coronado, Manuela Cambronero, María Cabezudo Chalons, Josefa Massanés, Ángela Grassi, Victoria Peña, Gertrudis Gómez de Avellaneda Pilar Armendi y Robustiana Armiño. También escribieron poemas y artículos Víctor Balaguer y Juan Mañé y Flaquer.